# روابط ایران و سوریه
روابط ایران و سوریه را می‌توان کهن‌ترین روابط سیاسی، اقتصادی و نظامی بین ایران و یکی از کشورهای عربی منطقه خاورمیانه دانست. این روابط هیچگاه در حد عالی نبوده‌است. ولی همواره نقاط مشترک زیادی بین اهداف مدنظر رهبران دو کشور بوده که موجب تمایل به حفظ روابط در حد خوب شده‌است. با سقوط رژیم اسد، روابط ایران و سوریه پایان یافت و معلوم نیست چه زمانی و چگونه روابط دو کشور دوباره برقرار می‌شود.
کشورهای غربی و عربی از دهه ۱۹۸۰ (میلادی) شروع به یک سری اقدامات برای دور کردن سوریه از ایران می‌نمودند که هیچگاه موفق نشدند این رابطه را قطع نمایند و رهبران سوریه همواره در مقابل خواست این کشورها مقاوت نموده‌اند. یکی از مهم‌ترین دلایل حفظ این روابط وجود خطرات منطقه‌ای مشترکی همچون اسرائیل بوده‌است. بشار اسد در پاسخ به درخواست صلح بنیامین نتانیاهو در ازای باز پس دادن بلندی‌های جولان و قطع رابطه با ایران، اعلام نمود حاضر است با شرط اول با اسرائیل صلح نماید ولی قطع رابطه با ایران محال است. در دسامبر ۲۰۲۴ زمانی که رژیم اسد در معرض حمله اپوزیسیون سوریه بود و ایران از او پشتیبانی نکرد اسد به ایالات متحده آمریکا مراجعه کرد و درخواست کمک از نیروهای غربی را در ازای قطع کامل روابط با ایران مطرح کرد.
سیدعلی خامنه‌ای رهبر جمهوری اسلامی، سوریه را نزدیک‌ترین کشور خاورمیانه به ایران در طول ۳۰ سال گذشته نامیده و این کشور را یکی از کشورهای محور مقاومت در مقابل اسرائیل توصیف کرده‌است. ایران در طول سال‌ها چه از نظر اقتصادی و چه از نظر نظامی، سرمایه‌گذاری زیادی در سوریه انجام داده است. در طول جنگ داخلی سوریه، ایران ۵۰ میلیارد دلار هزینه کرد تا به اسد در پیروزی در جنگ کمک کند. علاوه بر ۲۰ میلیارد دلار دیگر برای حمایت نظامی. طبق آمارهای سازمان ملل، ایران پس از آن نیز هر ساله ۶ میلیارد دلار در کمک نظامی به سوریه سرمایه‌گذاری می‌کرد. در حال حاضر حامد حسن سفیر سوریه در ایران و سید احمد موسوی به عنوان سفیر ایران در سوریه مشغول به فعالیت هستند.
در دسامبر ۲۰۲۴ پس از تنها ۱۱ روز جنگ، جناح‌های اپوزیسیون سوریه به رهبری هیئت تحریر شام موفق شدند رژیم اسد را ساقط کنند. ایران در جنگ مداخله نکرد و دو روز پیش از تصرف شهرهای حمص و دمشق، نیروهای دیپلماتیک و نظامی خود را از سوریه تخلیه کرد. سقوط رژیم اسد در پس تضعیف محور مقاومت رخ داد که ایران در طول سال‌های متمادی به عنوان بخشی از تصور امنیتی خود پرورش داده بود و این امر شکستی استراتژیک بزرگ برای ایران محسوب می‌شود. تغییر حکومت در سوریه آغاز دوره جدیدی در روابط ایران و سوریه محسوب می‌شود. در سخنرانی پیروزی ابومحمد الجولانی پس از سقوط دمشق، الجولانی ایران را به عنوان منبع فرقه‌گرایی و فساد محکوم کرد و این پیروزی را نقطه عطفی برای منطقه قلمداد کرد.

## روابط سیاسی

### پیش از انقلاب ۱۳۵۷
تاریخچه روابط ایران و سوریه را می‌توان از سال ۱۹۴۶ (۱۳۲۵ خورشیدی) برشمرد. زمانی که سوریه به استقلال رسید و ایران بلافاصله این استقلال را پذیرفت و اقدام به تأسیس کنسولگری در این کشور کرد. دو کشور در ۵ تیر ۱۳۳۳ در دمشق عهدنامه مودت امضا کردند که پایه روابط دوجانبه شد.
در این دوران با وجود حکومت‌های با دیدگاه‌های متفاوت زمامدار دو کشور، روابط و همکاری‌های مناسبی برقرار بود که ناشی از وجود یک دشمن مشترک به نام رژیم بعث عراق بوده‌است. حمایت ایران از قطعنامه ۳۱۶ شورای امنیت که اسرائیل را وادار می‌کرد ۵ افسر سوری را که در خاک لبنان به اسارت گرفته بود آزاد کند و سفر چهار روزه حافظ اسد به تهران در دی ۱۳۵۴ و امضای توافقنامه‌های همکاری در خلال آن سفر، نمونه‌ای از روابط قابل توجه طرفین بود. اما پس از اینکه شاه اختلافات خود را با رژیم بعثی عراق حل کرد و روابط بین ایران و عراق شکل عادی گرفت حافظ اسد آرام‌آرام به سمت مخالفان شاه تمایل پیدا کرد.
با آغاز نهضت روح‌الله خمینی و شروع مبارزه علیه حکومت پهلوی، حافظ اسد رئیس‌جمهور سوریه از مخالفین شاه حمایت کرد. او با جناح‌های مخالف ایرانی از طریق سید موسی صدر، مصطفی چمران و بسیاری دیگر از مبارزین ایرانی ارتباطاتی برقرار کرد و آموزش نیروهای مبارز را در کشورش بر عهده گرفت. حافظ اسد پس از تبعید خمینی به پاریس، به همه سفارت‌های خود در خارج از کشور به خصوص پاریس دستور داد از هیچ کمکی به مخالفان شاه دریغ نکنند.

### پس از انقلاب ۱۳۵۷
پس از انقلاب ۱۳۵۷ و پایه‌ریزی حکومت جمهوری اسلامی ایران در ایران، مناسبات سیاسی دو کشور تغییر کرد و روابط استراتژیک مستحکمی به وجود آمد. سوریه نخستین کشور عربی و سومین کشور بعد از شوروی و پاکستان بود که حکومت انقلابی ایران را در سال ۵۷ به رسمیت شناخت. زیرا با توجه به اختلافات درون‌گروهی‌ جنبش عربی بعث، حافظ اسد، شیعه‌گرایی دولت انقلابی ایران را فرصتی برای تضعیف صدام حسین دید. از این زمان به بعد بود که با وجود ادامه حیات دشمن مشترک بعثی در کشور عراق، رهبران دو کشور دشمن مشترک دیگری به نام اسرائیل را مد نظر قرار دادند که به مراتب خطرناک‌تر بود. سوریه یکی از کشورهایی است که در خط مقدم مقابله با اسرائیل قرار دارد و تقویت این کشور از جانب ایران می‌تواند در آینده درگیری اعراب و اسرائیل تأثیرگذار باشد. این یکی از مهم‌ترین انگیزه‌های ایران در ارائه مشوق‌های اقتصادی قابل توجه به این کشور است.
دو کشور روابط گرم و حمایت از گروه‌های اسلامگرا نظیر حماس و حزب‌الله را در پیش گرفتند و پس از اعمال فشارهای آمریکا به دمشق و تشدید کشمکش میان آمریکا و ایران، این دو کشور اعلام کردند که با هم متحد شده و یک جناح مشترک را در برابر تهدیدهای خارجی تشکیل خواهند داد.

### جنگ ایران و عراق
در زمان جنگ ایران و عراق سوریه به دلیل اختلاف نظرهای شدیدی که با حکومت صدام حسین داشت همواره از ایران پشتیبانی و حمایت می‌کرد.
سوریه، حمایت از جمهوری اسلامی ایران را باعث تقویت بنیه روحی و نظامی خود در برابر اسرائیل و مسائل داخلی لبنان و مبارزه علیه حضور بیگانه در این کشور می‌دانست. مهم‌ترین کمک سوریه در جنگ، حمایت‌های سیاسی آن‌ها از ایران بود. چرا که موضع‌گیری‌های سوریه در کنفرانس کشورهای عربی مانع از شکل‌گیری جبهه متحد کشورهای عرب علیه جمهوری اسلامی ایران شد. این در حالی بود که صدام تلاش داشت تا جنگ با ایران را جنگ عرب – عجم جلوه دهد. سوریه هیئتی از افسران سوری را به کشورهای بلوک شرق فرستاد تا تسلیحاتی را از این کشورها خریداری کنند. این تسلیحات مستقیماً در اختیار ایران قرار گرفتند تا تحریم‌های تسلیحاتی ایران دور زده شوند. سوریه بخشی از فرودگاه بین‌المللی دمشق را به جمهوری اسلامی ایران اختصاص داد.
دمشق برای حمایت کامل از ایران، اطلاعات پایگاه‌های نظامیِ نیروهای عراقی و همچنین سلاح‌های روسی که عراق از آن‌ها استفاده می‌کرد را به تهران داد و همین اطلاعات نقش بسیار مهمی در پیروزی‌های ایران در مقابل تهاجم صدام داشت.

### پس از جنگ ایران و عراق

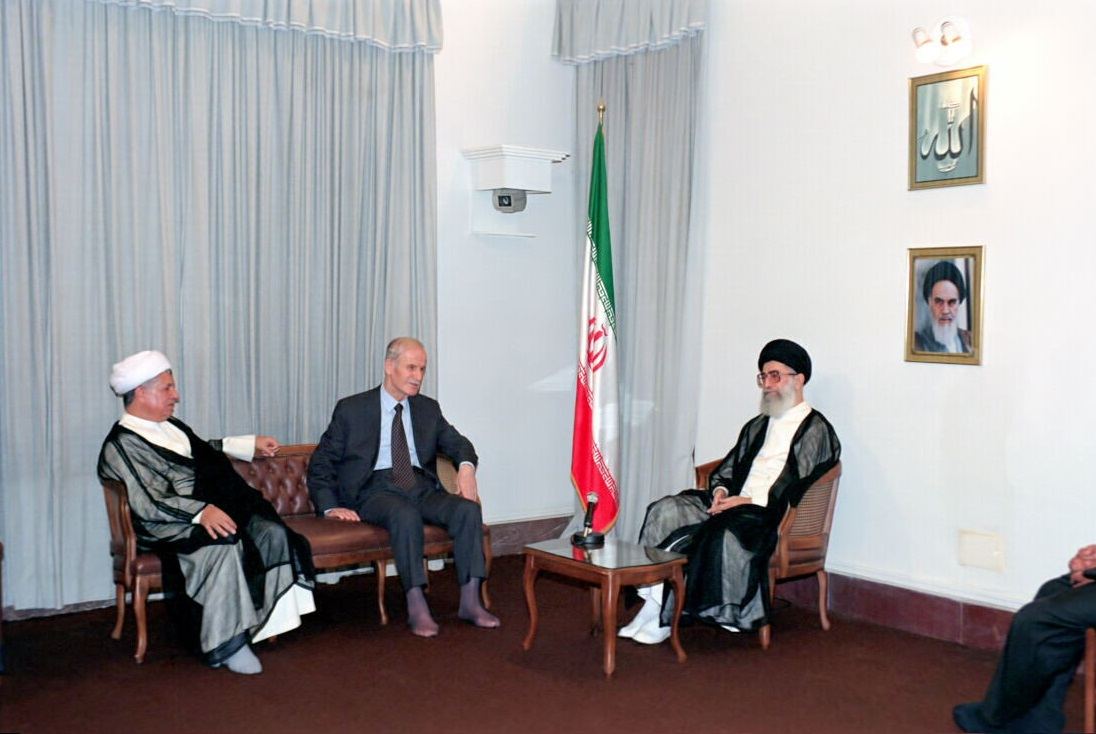
رئیس‌جمهوران سوریه و ایران، حافظ اسد و هاشمی رفسنجانی در دیدار با علی خامنه‌ای؛ ۱ اوت ۱۹۹۷/ ۱۰ مرداد ۱۳۷۶، تهران.

پس از پایان جنگ سرد روابط ایران و سوریه به سردی گرایید. ولی با تلاش دوباره ایران مناسبات دیپلماتیک به حالت عادی بازگشت. پس از حملات ۱۱ سپتامبر و حمله آمریکا به عراق، ایران و سوریه، ائتلاف قدرتمند نظامی به رهبری آمریکا را تهدیدی برای خود دیدند. ترور رفیق حریری در سال ۲۰۰۵ باعث بحران بزرگی در لبنان شد. بشار اسد به عنوان متحد اصلی حزب‌الله لبنان و رهبر کشوری که به شکل رسمی در لبنان حضور نظامی داشت، هدف حملات گسترده‌ای قرار گرفت. در ادامه این فشارها سوریه وادار شد نیروهای خود را از لبنان خارج و خود را به ایران نزدیکتر کند.
در تابستان ۱۳۸۷ مقامات اسرائیل مدعی شدند که سوریه موافقت کرده که در مقابل کمک‌های اقتصادی و نظامی از جانب آمریکا از استمرار روابط فعلی با ایران دست بردارد. این درحالی است که بشار اسد ارسال چنین درخواستی از جانب آمریکا را خنده‌دار خواند و اعلام کرد تمایل ندارد دیگر کشورها در روابط دو جانبه تهران-دمشق مداخله کنند. وی از بهبود روابط اقتصادی با آمریکا استقبال کرد. اما اعلام کرد در ازای آن مایل نیست از روابط نزدیک خود با ایران چشم‌پوشی کند. زیرا جمهوری اسلامی را متحد خود می‌داند.
بشار اسد تا سال ۱۳۹۰ هشت بار به ایران سفر کرد. در اسفند ۱۳۸۷ بشار اسد حمایت خود از امارات را پیرامون مواضع آن کشور علیه جزایر سه‌گانه ایران اعلام کرد. وی همچنین از برنامه هسته‌ای ایران دفاع نموده و اعلام کرده ایران حق دارد بر اساس قوانین بین‌المللی از انرژی هسته‌ای مسالمت‌آمیز استفاده کند.

### جنگ داخلی سوریه

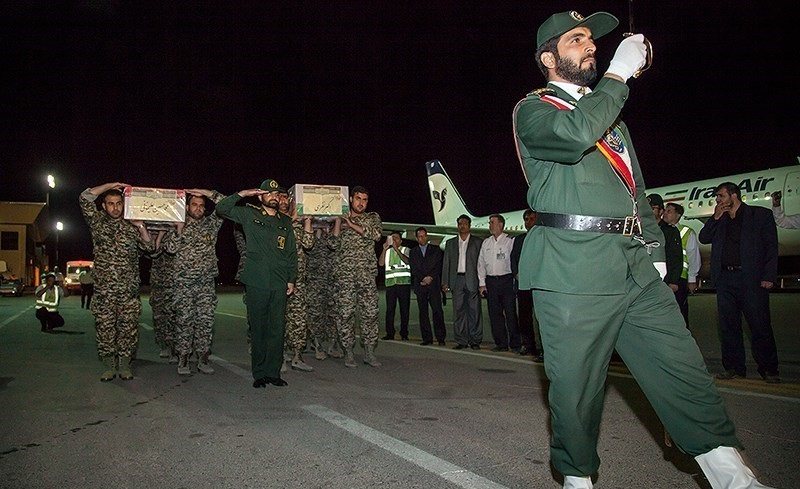
بازگشت اجساد «مدافعین حرم» به کرمانشاه، ۱۳۹۵.

ایران در طول جنگ داخلی سوریه از اصلی‌ترین حامیان حکومت بشار اسد محسوب می‌شد که این امر، مورد اذعان و تأیید بشار اسد نیز قرار گرفت. پیش از رویدادهای ژوئیه ۲۰۱۱ در سوریه، رژیم بشار اسد تمایل داشت حین ارتباط با ایالات متحده آمریکا و اروپا، سیاست‌های ضد اسرائیلی خود را نیز که چارچوب حزب بعث بود دنبال کند. به همین منظور برخی سیاست‌های ضد غربی که ایران قصد داشت در منطقه پس از فروپاشی شوروی دنبال کند را همراهی نمی‌کرد. اما نا آرامی‌ها و جنگ داخلی سوریه موجب شد رژیم بشار اسد از غربی‌ها فاصله گیرد و به یک متحد بالقوه در منطقه برای ایران تبدیل شود.
در طول جنگ داخلی سوریه، ایران حدود ۵۰ میلیارد دلار (معادل ۱۵ درصد از تولید ناخالص داخلی ایران است) را برای کمک به رژیم اسد در جنگ اختصاص داد. علاوه بر آن ۲۰ میلیارد دلار در خرید تجهیزات نظامی برای اسد سرمایه‌گذاری کرد. علاوه بر این، ایران نیروهای زیادی را به سوریه اعزام کرد تا به رژیم اسد از کمک نظامی کند. بر اساس گزارش‌های رسمی ایران، ۳۴۰ نفر از نیروهای قدس در سوریه کشته شدند. اما رقم واقعی بسیار بالاتر است. در سوریه ۲۱۰۰ سرباز ایرانی کشته شدند و علاوه بر آنها ۴۱۸ افسر ارشد ایرانی نیز به قتل رسیدند.
ایران گروه های مختلف شبه‌نظامیان را بوجود آورده و از نظر مالی آنها را حمایت میکند تا به نفع رژیم اسد در سوریه فعالیت کنند: لشگر فاطمیون که متشکل از افغان ها بود، در اوج قدرت خود، ۲۰۰۰۰ جنگجو داشت. ایران برای هر یک از این فعالان، حقوق ماهیانه ای بین ۵۰۰ تا ۱۱۰۰ دلار، تحصیل برای فرزندانشان و نیز، اقامت در ایران را در نظر گرفته بود. لشگر زینب، متشکل از پاکستانی‌ها بود و در اوج قدرت خود، ۵۰۰۰ جنگجو داشت. ایران به هر یک از این فعالان، ماهیانه ۵۰۰ تا ۱۲۰۰ دلار حقوق پرداخت میکرد.پس از سقوط رژیم اسد در سوریه، اکثر عوامل این گروه ها، پایگاه های خود را رها کرده و ناپدید شدند.

## دیدارهای دوجانبه
حافظ اسد در سال ۱۳۷۶ طی سفری به ایران، در تهران با اکبر هاشمی رفسنجانی (رئیس‌جمهور وقت) و خامنه‌ای دیدار کرد. نخستین سفر بشار اسد به ایران پس از آغاز جنگ، در ۶ اسفند ۱۳۹۷ و پس از موفقیت ائتلاف ایران، روسیه و سوریه در سرکوب داعش و برقراری آرامش نسبی در این کشور انجام شد. رئیس‌جمهوری سوریه روز یکشنبه ۱۸ اردیبهشت ۱۴۰۱ در سفری به ایران، با خامنه‌ای، رهبر جمهوری اسلامی، و ابراهیم رئیسی همتای ایرانی خود دیدار و گفت‌وگو کرد

## روابط اقتصادی
میزان تبادلات تجاری طرفین در سال ۱۳۸۹ بالغ بر ۵ میلیارد دلار برآورد شد. در توافقنامه‌ای که بین منوچهر متکی و ولید معلم در اسفند ۱۳۸۸ به امضا رسید طرفین توافق کردند که اتباع دو کشور برای سفر به کشور دوم احتیاجی به گرفتن ویزا نداشته باشند. بنابراین توافقنامه مسافران می‌توانستند بدون به مدت ۹۰ روز به‌طور مستمر یا ۶ ماه به‌طور منقطع در کشور دیگر حضور داشته باشند. بنابر آمار وزارت جهانگردی سوریه در سال ۱۳۸۸ در حدود ۴۳۰ هزار زائر و گردشگر ایرانی از سوریه بازدید کردند.
بر پایه توافق مقامات دو کشور، گروه خودروسازی سایپا اقدام به فروش دست کم ۱۰٬۰۰۰ دستگاه خودروی پراید به سوریه نموده‌است. این خودروها به منظور استفاده در خطوط تاکسیرانی سوریه مورد استفاده هستند و نیمی از خودروهای تاکسی پایتخت سوریه را شامل می‌شود. همچنین خودروی سمند نیز در این کشور مونتاژ می‌شود که قطعات آن از این و به صورت CKD به این کشور منتقل می‌شود. این خودرو در سوریه با نام شام شناخته می‌شود. تا سال ۱۳۹۰ سالانه ۲۵۰۰ دستگاه از این خودرو در سوریه مونتاژ می‌شد.
همچنین به منظور مشارکت در تأمین برق سوریه، گروه مپنا اقدام به مشارکت در ساخت چند نیروگاه برق از جمله نیروگاه جندر و نیروگاه تشرین نموده‌است. ساخت نیروگاه تشرین با ۲ توربین گازی ۱۶۰ مگاواتی و یک واحد توربین بخار ۱۶۰ مگاواتی در ۵۰ کیلومتری جنوب شرقی دمشق نخستین مشارکت بود. قرارداد ساخت این نیروگاه در سال ۱۳۸۶ منعقد شد. مدت زمان تعیین شده برای ساخت این نیروگاه ۳۹ ماهه بود و تا پاییز ۱۳۸۹ ساخت این نیروگاه ۹۸ درصد پیشرفت فیزیکی داشت.
در نوامبر ۲۰۱۲ ایران پروژه انتقال گاز از پارس جنوبی به سوریه را آغاز کرد. این خط لوله که از عراق می‌گذرد در قالب پروژه‌ای با سرمایه‌گذاری بالغ بر ۱۰ میلیارد دلار انجام شد. مذاکرات اولیه این پروژه در ژوئیه ۲۰۱۱ و هم‌زمان با تشدید درگیری‌های نظامی در سوریه انجام گرفت. پیش‌بینی می‌شود بنابر پیش‌بینی‌های اولیه پایان این پروژه در نیمه دوم سال ۲۰۱۳ بود. ولی با توجه به جنگ داخلی سوریه و عدم ثبات سیاسی در این کشور، تکمیل پروژه به تاخیر افتاد.
هم‌اکنون شرکت بیمه مشترک با حضور کنسرسیومی از شرکت‌های بیمه ایرانی و با شراکت طرف سوری وجود دارد. همچنین یک بانک مشترک به نسبت سهامداری ۶۰ درصد ایران و ۴۰ درصد سوری فعال است.

## روابط نظامی
ایران سوریه را یک دارایی استراتژیک مهم در تصور امنیتی خود می‌بیند. در طول سال‌ها ایران در سوریه سرمایه‌گذاری زیادی چه از نظر اعزام نیروی انسانی برای کمک به ارتش سوریه و چه از نظر ارسال تجهیزات و سلاح‌های نظامی با ارزشی به میزان ارقام هنگفت انجام داده است.
ایران و سوریه در سال ۲۰۰۶ اقدام به امضای یک تفاهم‌نامه نظامی‌کردند که بر پایه آن همکاری‌های نظامی دریایی این دو کشور در دریای مدیترانه گسترش می‌یافت؛ ولی مفاد این پیمان تا سال ۲۰۱۱ و سقوط حکومت حسنی مبارک عملی نشد. پس از از دست دادن کنترل کانال سوئز توسط حکومت حسنی مبارک بود که دو ناو جنگی ایرانی موفق شدند برای اولین بار به مدیترانه راه یابند و در بندر لاذقیه سوریه پهلو گرفتند. اسرائیل مدعی شد این ناوها حامل موشک‌های پیشرفته برای تجهیز حزب‌الله لبنان و دیگر گروه‌های مسلح بوده‌اند.
ایران در سال ۲۰۱۰ برای شناسایی حملات موشکی و هوایی اسرائیل، اقدام به تحویل دادن یک سامانه راداری پیشرفته به سوریه کرد. هدف از اینکار دفاع از تأسیسات برنامه هسته‌ای ایران در برابر حملات موشکی و تأمین امنیت هوایی سوریه و حزب‌الله لبنان در برابر حملات هوایی جنگنده‌های نیروی هوایی اسرائیل بیان شده‌است.
در طول جنگ داخلی سوریه، ایران به اسد کمک کرد و تلاش‌های زیادی در راستای حفظ رژیم اسد کرد .علی‌اکبر ولایتی، مشاور رهبر جمهوری اسلامی در امور بین‌الملل، در ۲۹ آذر ۱۳۹۶ با اعلام اینکه «به عراق، سوریه یا لبنان سلاح داده‌ایم تا در مقابل داعش و تروریست ایستادگی کنند» گفت که «جمهوری اسلامی ایران هیچ موشکی به یمن نداده‌است». سخنان علی اکبر ولایتی در مورد ارسال سلاح به کشورهایی مانند سوریه در شرایطی ابراز شد که مقام‌های جمهوری اسلامی ایران تأکید می‌کردند که کمک تهران به دمشق تنها به اعزام مستشار محدود می‌شود.
ایران از سوریه برای ساخت تأسیسات تولید سلاح در خاک این کشور استفاده کرد. برای نمونه، ایران از مرکز مطالعات و تحقیقات علمی سوریه (SSRC) یک تأسیسات زیرزمینی در نزدیکی مصیاف در شمال غربی سوریه برای ساخت موشک‌های هدایت شونده دقیق استفاده کرد. در طول سال‌ها ایران از سوریه همچنین به عنوان پلتفرمی برای تقویت نظامی سازمان‌های نیابتی خود را در مرز با اسرائیل - حزب‌الله و سازمان‌های ترور در کرانه باختری استفاده کرد.
در دسامبر ۲۰۲۴ پس از تنها ۱۱ روز جنگ، جناح‌های اپوزیسیون سوریه به رهبری هیئت تحریر شام رژیم اسد را ساقط کردند. ایران در جنگ مداخله نکرد و دو روز پیش از تصرف شهرهای حمص و دمشق، نیروهای دیپلماتیک و نظامی خود را از سوریه تخلیه کرد. سقوط رژیم اسد در پس تضعیف محور مقاومت رخ داد که ایران در طول سال‌های متمادی به عنوان بخشی از تصور امنیتی خود پرورش داده بود و این امر شکستی استراتژیک بزرگ برای ایران محسوب می‌شود.

## روابط ایران و سوریه در گزارش سالانه آمریکا
وزارت امور خارجه ایالات متحده آمریکا در ۱۹ ژوئیه ۲۰۱۷ گزارش سالانه خود دربارهٔ تروریسم در سال ۲۰۱۶ را در ۷ فصل منتشر کرد که در آن ضمن پرداختن به موضوع تروریسم توسط حکومت ایران گزارش کرده‌است که ایران همچنان در راس کشورهای حامی تروریسم است. در این گزارش سوریه نیز به عنوان کشور حامی تروریسم معرفی شده‌است.
در فصل اول این گزارش تحت عنوان «ارزیابی استراتژیک» نوشته شده‌است: «ایران کماکان اصلی‌ترین کشور حامی تروریسم در سال ۲۰۱۶ بود. نیروی قدس سپاه پاسداران انقلاب اسلامی به همراه شرکا، متحدین و عوامل ایران به نقش بی‌ثبات‌کننده در درگیری‌های عراق، سوریه و یمن ادامه دادند. ایران به عضوگیری در سراسر منطقه برای پیوستن به نیروهای شبه نظامی شیعی مرتبط به ایران که مشغول درگیری‌ها در سوریه و عراق هستند ادامه داد و حتی پیشنهاد تابعیت برای کسانی که به این فراخوان گوش داده‌اند را ارائه کرد…»